# Alice Greinwald-Clarus
Alice Greinwald-Clarus (* 16. Januar 1887 in Leipzig als Caroline Auguste Alice Clarus; † 3. Mai 1967 in Leipzig; irrtümlich Grünwald-Clarus, später nur Alice Clarus) war eine Leipziger Künstlerin, Malerin, Grafikerin, Illustratorin, Buchgestalterin und Kalligraphin. Sie gestaltete Exlibris, religiöse Grafiken und Reklamemarken. Darüber hinaus war sie Mitglied im Verband deutscher Gebrauchsgraphiker.

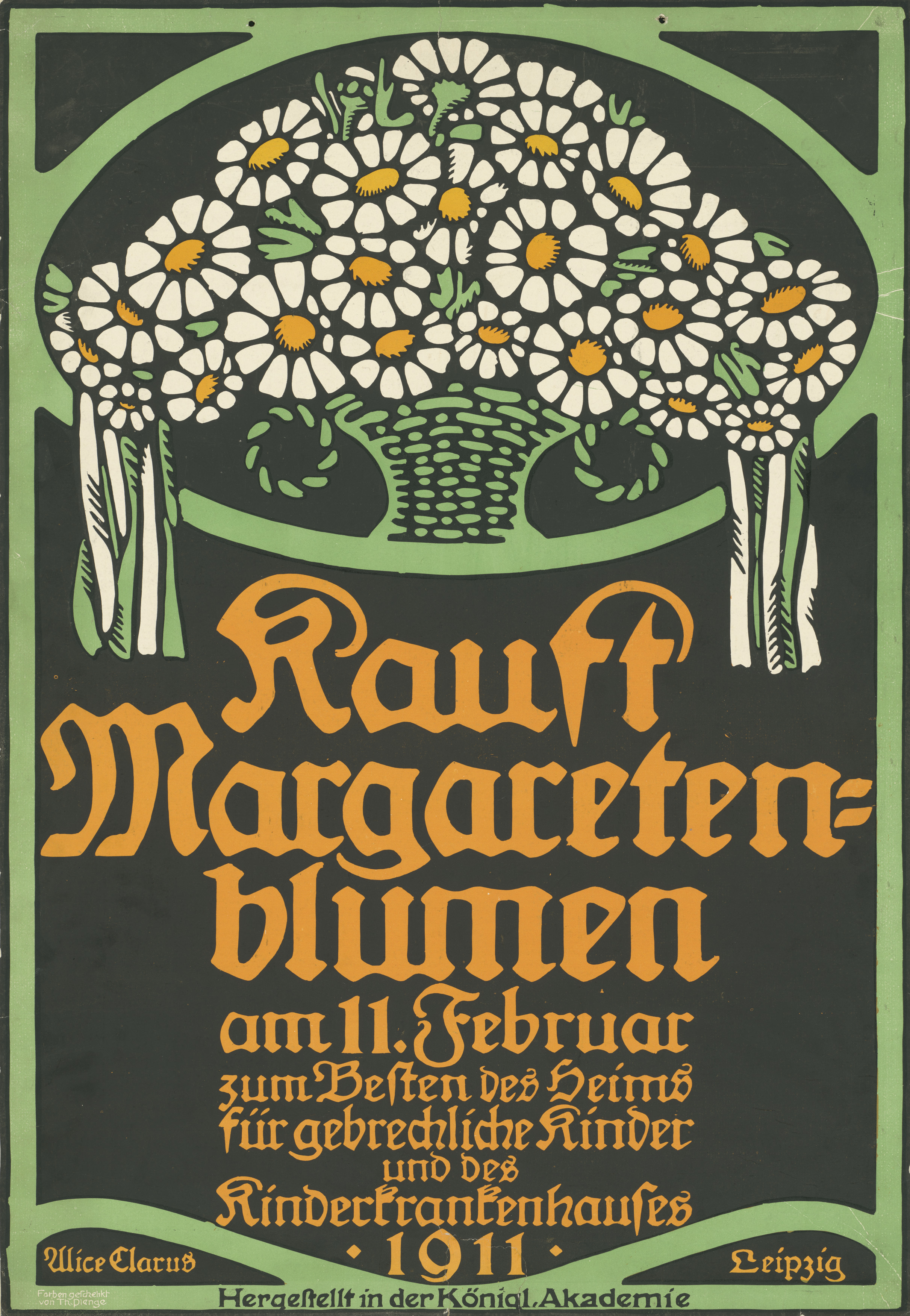
Kauft Margaretenblumen, Plakat von Alice Greinwald-Clarus 1911, Lithografie

## Leben
Alice Greinwald-Clarus wuchs in einer katholischen Familie mit ihrem Bruder Rudolf Clarus, ihrem Vater Ernst August Albrecht Clarus und ihrer Mutter Frieda geb. Wiggers auf. Einer ihrer Urgroßväter war der Leipziger Mediziner und Gutachter Johann Christian August Clarus. Ihren Lebensmittelpunkt hatte Alice Clarus zeitlebens in Leipzig, wo sie unter der Adresse ihrer Eltern (Wiesenstraße 21) wohnte.
Alice Clarus heiratete am 8. Juni 1917 den Postunteroffizier Johann Greinwald (* 18. Juni 1889 in Bayern), den sie wahrscheinlich in Frankreich kennengelernt hatte. Während des gesamten Ersten Weltkrieges war ihr Ehemann Soldat an der Westfront und nahm dort an zahlreichen Gefechten und Schlachten teil. Er war Träger des Eisernen Kreuzes II und des Kriegsverdienstkreuzes. Vor dem Kriegsende geriet er in französische Kriegsgefangenschaft und starb im November 1918 in einem Lazarett in Orleans an der Spanischen Grippe und einer Lungenentzündung.
Am 12. Juni 1919 starb der gemeinsame Sohn der Eheleute während der Geburt. Geburtshelfer von Alice Clarus war ihr Bruder, Rudolf Clarus. Sie heiratete anschließend nicht wieder.

## Karriere
Alice Clarus absolvierte von 1905 bis 1913 ihr Studium an der Königlichen Akademie für Graphische Künste und Buchgewerbe in Leipzig, bei Hugo Steiner-Prag und Walter Tiemann. Während ihres Studiums war sie an der Gestaltung von Büchern und Plakaten wie beispielsweise für das Kinderkrankenhaus in Leipzig beteiligt.
Später konzentrierte sie sich auf religiös inspirierte grafische und kalligrafische Arbeiten, die sich an historischen Schriftvorlagen orientierten. Darüber hinaus war sie Mitglied im Verband deutscher Gebrauchsgraphiker. Ihre grafischen Werke, wie Reklamemarken, Exlibris, Feldpostkarten und zahlreiche Buchillustrationen sind noch heute bekannt und erhalten.
Der Fokus ihrer Karriere lag auf der Buchgestaltung. Zusammen mit Adelheid Schmitz gestaltete sie u. a. die Bibliophilenausgabe von E. T. A. Hoffmanns Don Juan. Sie fertigte außerdem Plakate, wie das des abstinenten Königin-Luise-Hauses, oder des Margarethenfestes 1911 an. Im Jahr 1914 nahm Alice Clarus an der Internationalen Ausstellung für Buchgewerbe und Graphik teil, bei der ihr eine Silbermedaille für ihre Arbeit verliehen wurde. Im Kriegsjahr 1917 fertigte sie Zeichnungen und Gemälde der Barbarossahöhle am Kyffhäuser an.

### Erster Weltkrieg
Für die Abteilung Friedhofsbau der Etappen-Inspektion 7, arbeitete sie als Zeichnerin von 1917 bis 1918 in Frankreich.
Ihren Lebensunterhalt verdiente Alice Greinwald-Clarus zunächst hauptsächlich mit Gebrauchsgraphiken und Illustrationen. In den Jahren 1923 bis 1925 nahm sie an mehreren Ausstellungen in Ulm, Dresden und Innsbruck teil. Auf der Leipziger Frühjahrs- und Herbstmesse beim Bund Deutscher Gebrauchsgraphiker (BDG), stellte sie ab 1923 regelmäßig aus. Alice Greinwald-Clarus war von 1928 bis 1932 mehrfach im Vorstand der Ortsgruppe Leipzig des BDG. In diesem Zeitraum war sie beauftragt mit der Betreuung der Ausstellungen und der Beratung der Besucher auf der Leipziger Messe. Ab dem Jahr 1924 konzentrierte sie sich verstärkt auf die kirchliche Kunst, verzichtete dabei aber nicht ganz auf andere Aufträge.
Zur Zeit des Nationalsozialismus war Alice Greinwald-Clarus ein Mitglied in der Reichskammer der bildenden Künste, jedoch nicht in der NSDAP. Außerdem musste sie ihre arische Abstammung nachweisen, um ihre Tätigkeit weiter ausüben zu können.

### Zweiter Weltkrieg
Mit Beginn des Zweiten Weltkrieges wurde die Auftragslage zunehmend verheerender und der Materialmangel erkennbar. Aufgrund dessen war Alice Clarus im Jahr 1941 zeitweise auf finanzielle Unterstützung durch das Reichsministerium für Volksaufklärung und Propaganda angewiesen.
Durch den Mangel an Einnahmen ihrer eigenen Arbeiten lebte Alice Greinwald-Clarus hauptsächlich von den Einnahmen aus der Untervermietung einiger Zimmer ihrer Wohnung und einer Hinterbliebenenrente.

## Werke

### Buchgewerbe
Die Internationale Ausstellung für Buchgewerbe und Graphik (Bugra), fand 1914 kurz vor dem Ausbruch des Ersten Weltkriegs in Leipzig statt. Sie brachte mit dem Haus der Frau die enorme Produktivität der kreativ arbeitenden Frauen dieser Zeit zum Vorschein. Dieser Abschnitt der Ausstellung wurde von einem Frauenkomitee organisiert und Illustratorinnen, Grafikerinnen, Buchbinderinnen und Fotografinnen hatten dort die Möglichkeit, ihre Werke zu präsentieren. Trotz der Betonung der „weiblichen“ Seite des Gewerbes und der Abgrenzung zu männlichen Künstlern wurde die Präsentation in der bürgerlichen Frauenbewegung als Erfolg gefeiert. Dies geschah auch vor dem Hintergrund, dass Frauen zu dieser Zeit offiziell noch kein Recht auf Erwerbstätigkeit besaßen.
Alice Greinwald-Clarus spielte eine bedeutende Rolle bei der Gestaltung von Reklamemarken, wie etwa die für die Sonderausstellung die Frau im Buchgewerbe von 1914 und anderen Drucksachen für das Haus der Frau. Neben Künstlerinnen wie Käte Hertwig und Elisabeth von Knobelsdorff gehörte sie zum Teil einer kreativen Gruppe, die unter anderem im Haus der Frau bei der architektonischen Gestaltung mitwirkte.

### Kreuzweg
Alice Greinwald-Clarus illustrierte die vierzehn Kreuzwegstationen, die von 1976 bis zur Renovierung im Jahr 2008 in der St. Elisabeth Königs Wusterhausen-Kirche hingen. Diese sind nun in der Kapelle St. Hedwig in Bestensee zu sehen. Außerdem existiert eine kolorierte Version des Kreuzweges in der Leipziger Liebfrauenkirche, die im Jahr 1908 geweiht wurde.
Ein Holzschnitt-Entwurf oder eine grafische Arbeit von Alice Greinwald-Clarus wird als Ursprung für die Drucke der vierzehn Stationen auf Leinen gesehen. Es ist möglich, dass der kolorierte Kreuzweg die Ursprungsversion der später weit verbreiteten vierzehn Stationen ist. Ihre Auflistung der Werke aus dem Jahr 1941 enthält keine vierzehn Kreuzwegstationen, weshalb sie möglicherweise nach dem Krieg entstanden sind. Anhand des Ausführungsstils dieser Stationen können somit die Dreißiger- bis Fünfziger Jahre als Entstehungszeitraum angenommen werden.

### Werkauflistung (vor 1941)
- ca. 50 figürliche Vignetten für die Schriftgießerei Schelter & Giesecke in Leipzig

- Wandmalerei Schriftfries in der Akademiker Gedächtniskirche St. Georg in Leipzig-Gohlis
- Kanontafeln auf Pergament für die Akademiker Gedächtniskirche in Leipzig-Gohlis
- 36 Kalendervignetten, figürlich und Stadtvignetten
- Gelegenheitsgraphiken
- Diverse Plakatgestaltungen (z. B. Kauft Margareten-Blumen 1911[11])
- Reklamemarke, Sonderausstellung die Frau im Buchgewerbe von 1914
- Diverse Buchillustrationen (z. B. Ledermüller – Erzählung 1921)
- 6 kalligraphische Blätter (Fraktur mit Illustration) zu Johannes Tauler: Ein uraltes Gesang so unter des Herrn Taulerie Schriften funden, (1923)[3]
- Mehrere Buchdeckel für den Herda-Verlag in Freiburg (z. B. Die Frühlingsreise 1925)
- ca. 20 Altardecken in Stoffmalerei auf weißer Seide (1930 bis 1939)
- Messgewand und Zubehör in Stoffmalerei auf weißer Seide (1938)
- handgeschriebene und illustrierte Kirchenchronik für St. Trinitatis in Leipzig (1939)[4]

## Ausstellungen
- Wiki Women – Wissen gemeinsam ergänzen, Museum für Kunst und Gewerbe Hamburg, 27.05.–24.09.2023[15]